# Стивен Хејз
Стивен Ц. Хејз (12. август 1948) је амерички клинички психолог и професор Невада фондације на Универзитету Неваде, Одсек за психологију у Рину, где је члан факултета на њиховом докторском програму из анализе понашања. Познат је по развоју теорије релационих оквира, објашњења о вишим људским когницијама, и као ко-развијач терапије прихватањем и посвећеношћу, популарног облика психотерапије заснованог на доказима који користи методе засноване на пажњи, прихватању и вредностима, и ко-развијач је терапије засноване на процесима, новог приступа терапијама заснованим на доказима. Такође је сковао термин клиничка анализа понашања.
Хејз је аутор 47 књига и 675 чланака. Његове књиге су објављене на 20 језика.  Подаци Google Scholar-а сврставају Хејза међу 1.000 најцитиранијих живих научника у свим областима студија широм света. Подаци сајта Research.com рангирају Хејза као 63. најбољег научника у области психологије на свету и 39. најбољег научника у области психологије у Сједињеним Државама. Институт за научне информације га је 1992. године сврстао на 30. место међу психологима са „највећим утицајем“. Према речима колумнисте часописа Time, Џона Клауда, „Стивен Хејз је на врху своје области. Бивши председник угледног Удружења за бихејвиоралне и когнитивне терапије, написао је или био коаутор око 300 рецензираних чланака и 27 књига. Мало је психолога који су тако добро објављени“.

## Каријера
Хејз је дипломирао психологију на Универзитету Лојола Меримаунт у Лос Анђелесу, а мастер и докторирао клиничку психологију на Универзитету Западне Вирџиније. Након што је завршио клиничку праксу код Дејвида Барлоуа на Медицинском факултету Универзитета Браун, придружио се факултету Одељења за психологију на Универзитету Северне Каролине у Гринсбору. Године 1986. постао је професор на Одсеку за психологију на Универзитету Неваде у Рину.
Хејз је био председник Америчког удружења психолога, одељења 25, председник Америчког удружења за примењену и превентивну психологију, председник Удружења за бихевиоралне и когнитивне терапије и председник Удружења за контекстуалну бихевиоралну науку, као и први секретар-благајник Удружења за психолошке науке. Служио је петогодишњи мандат у Националном саветодавном савету за злоупотребу дрога у Националним институтима за здравље. Он је члан саветодавног одбора USERN-а и председник је Института за боље здравље.
Хејз је 2022. године био умешан у контроверзу око два рада која је објавио са Дејвидом Барлоуом и Кели Браунел 1977. и 1983. године о пракси прикривене сензибилизације код хомосексуалних и трансродних особа са намером промене њиховог сексуалног узбуђења и родног идентитета. Контроверза је настала након писма које је Хејз, заједно са 36 других бивших председника Удружења за бихевиоралне и когнитивне терапије, потписао у вези са улогом организације у пракси конверзијске терапије. Иако у писму нису именовани Барлоу, Браунвел или Хејз као појединци који су се бавили овим истраживачким праксама, Хејз се лично извинио и затражио да се његово истраживање повуче.

## Научни доприноси
Хејз је развио широко коришћену и на доказима засновану психолошку интервенцију која се често користи у саветовању, названу терапија прихватањем и посвећеношћу, Тренутно постоји преко 900 рандомизованих испитивања терапије прихватањем и посвећеношћу и као резултат вишеструких рандомизованих испитивања од стране Светске здравствене организације, СЗО сада дистрибуира самопомоћ засновану на терапији за „свакога ко доживљава стрес, где год да живи и без обзира на околности“. Организације које су изјавиле да је терапија прихватањем и посвећеношћу емпиријски подржана у одређеним областима или у целини према њиховим стандардима укључују: Друштво за клиничку психологију (Америчко удружење психолога, одељење 12), Светску здравствену организацију, Национални институт за изврсност у здравству и нези, Аустралијско психолошко друштво, Холандски институт психолога: одељења за неуропсихологију и рехабилитацију, Шведско удружење физиотерапеута, Национални регистар програма и пракси заснованих на доказима SAMHSA, Калифорнијски центар за информисање заснован на доказима за добробит деце и Министарство за питања ветерана / Министарство одбране Сједињених Америчких Држава.
Хејз је развио теорију релационих оквира, објашњење више когниције човека. Приближно 300 студија је тестирало ову теорију.
У сарадњи са Стефаном Хофманом, Дејвидом Слоуном Вилсоном, Џозефом Чиарокијем и другима, Хејз је развио терапију засновану на процесима, идиографски приступ лечењу заснован на когнитивно-бихејвиоралној терапији који комбинује увиде из теорије еволуције и теорије комплексних мрежа, како би циљао на процесе који су основа ефикасних психолошких третмана.

## Награде
- Систем високог образовања Неваде: Награда за истраживача удружења Невада Регентс (2022)[26]
- Америчко удружење за унапређење науке: члан (2018)[27]
- Удружење за контекстуалну бихејвиоралну науку: члан (2012)[28]
- Друштво за унапређење анализе понашања: Утицај науке на примену (2007)[29]
- Удружење за бихејвиоралне и когнитивне терапије: Награда за каријерно/животно дело (2007)[30]
- Америчко психолошко удружење, одељење 25: Награда Дон Хејк за транслациона истраживања (2000)[31]
- Систем високог образовања Неваде: Регентов истраживач године усред каријере (2000)
- Универзитет у Невади, Рино: Награда за изузетног истраживача године (1997)[32]

## Одабрана дела
- Hayes, S. C., Barnes-Holmes, D., & Roche, B. (Eds.). (2001). Relational Frame Theory: A Post-Skinnerian account of human language and cognition. New York: Plenum Press. 31. 5. 2001. ISBN 0-306-46600-7.
- Hayes, Steven C. (2004-01-01). „Acceptance and commitment therapy, relational frame theory, and the third wave of behavioral and cognitive therapies”. Behavior Therapy. 35 (4): 639—665. doi:10.1016/S0005-7894(04)80013-3.
- Hayes, Steven C.; Spencer Smith (2005). Get Out of Your Mind and Into Your Life: The New Acceptance and Commitment Therapy. New Harbinger Publications. ISBN 1-57224-425-9.
- Hayes, Steven C.; Kirk D. Strosahl; Kelly G. Wilson (2011). Acceptance and Commitment Therapy, Second Edition: The Process and Practice of Mindful Change (2nd изд.). Guilford Press. ISBN 978-1-60918-962-4.
- Hayes, Steven C.; Follette, Victoria M.; Linehan, Marsha M., ур. (2011). Mindfulness and Acceptance: Expanding the Cognitive-Behavioral Tradition. Guilford Press. ISBN 978-1-60918-989-1.
- Hayes, S. C., Villatte, M., Levin, M. & Hildebrandt, M. (2011). Open, aware, and active: Contextual approaches as an emerging trend in the behavioral and cognitive therapies. Annual Review of Clinical Psychology, 7,141-168.Hayes, Steven C.; Villatte, Matthieu; Levin, Michael; Hildebrandt, Mikaela (2011). „Open, Aware, and Active: Contextual Approaches as an Emerging Trend in the Behavioral and Cognitive Therapies”. Annual Review of Clinical Psychology. 7: 141—168. PMID 21219193. doi:10.1146/annurev-clinpsy-032210-104449.
- Wilson, D. S., & Hayes, S. C. Evolution and Contextual Behavioral Science: An Integrated Framework for Understanding, Predicting, and Influencing Behavior. Menlo Park, CA: New Harbinger Press. 2018.
- Hayes, S. C. & Hofmann, S. G. (Eds.) . "Process-based CBT: The science and core clinical competencies of cognitive behavioral therapy". Oakland, CA: New Harbinger Publications. 2018. ISBN 978-1-62625-596-8.
- Hayes, Steven C. (2019). Hayes, Steven (27. 8. 2019). A Liberated Mind. Ebury. ISBN 978-1-4735-5063-6. New York: Penguin/Avery.
- Atkins, P. W. D., Wilson, D. S., & Hayes, S. C. Prosocial: Using evolutionary science to build productive, equitable, and collaborative groups. 2019.. New Harbinger
- Hayes, S. C. & Hofmann, S. G. (Eds.) Beyond the DSM: Toward a process-based alternative for diagnosis and mental health treatment. Oakland, CA: Context Press / New Harbinger Publications. 2020. ISBN 978-1-68403-661-5.
- Hofmann, S. G., Hayes, S. C., & Lorscheid, D. Learning process-based therapy: A skills training manual for targeting the core processes of psychological change in clinical practice. Oakland, CA: New Harbinger Press. 2021. ISBN 978-1-68403-755-1..